# Прибитки (зупинний пункт)
Прибитки - зупинкова платформа Коростенського відділення Південно-Західної залізниці.
Знаходиться у с. Прибитки.
Курсує дизель-поїзд Коростень-Овруч-Возлякове.
Знаходиться в зоні обов'язкового відселення.